# Твір

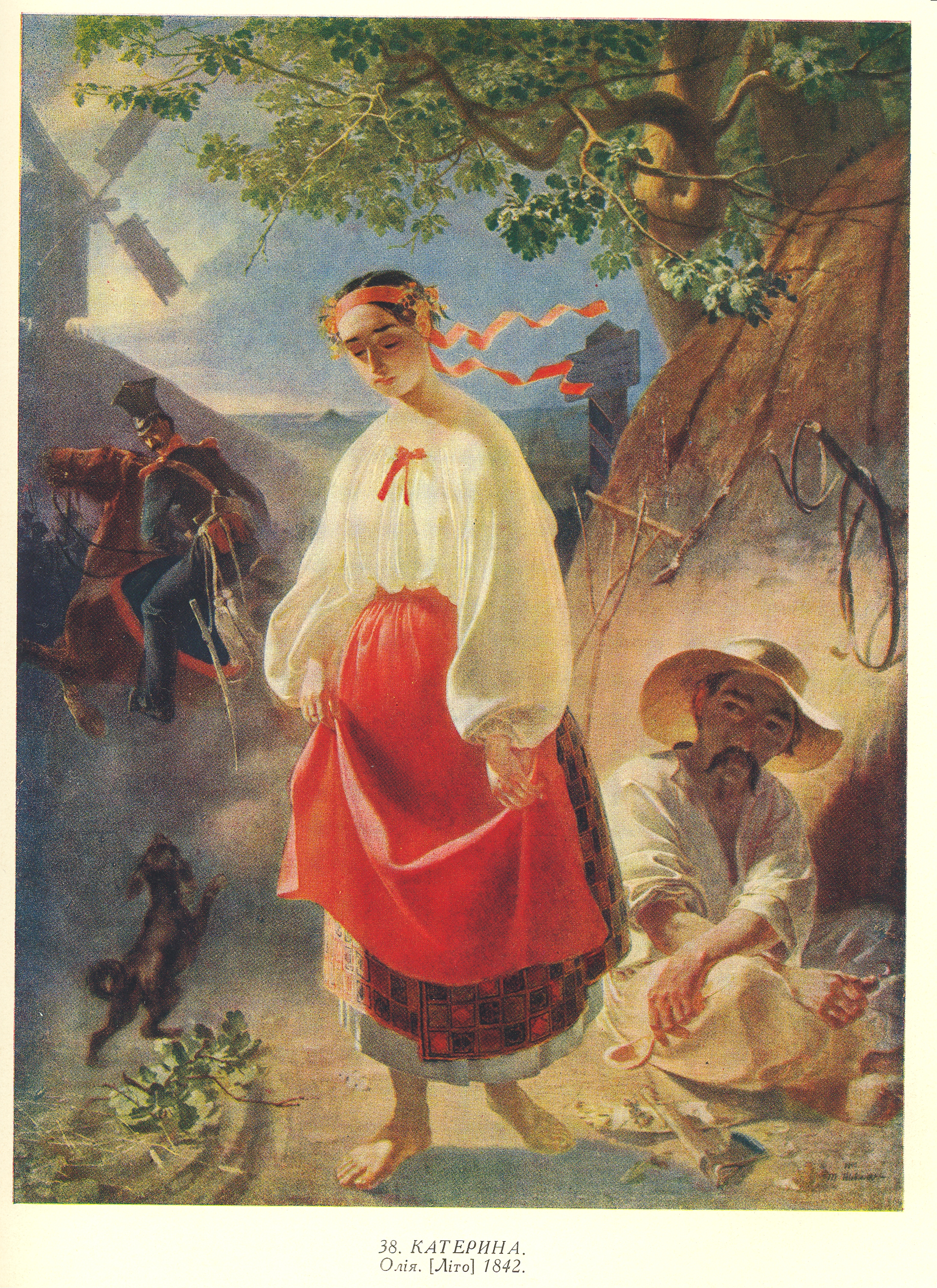
Тарас Шевченко. «Катерина»

Твір — багатофункціональне поняття:
- загальний термін для позначення результату інтелектуальної (аналітико-синтетичної чи евристичної) діяльності людини (творчої діяльності);
- позначення того, що зроблене (створене) ким-небудь і реально існує (має форму): виріб (витвір, творіння, утвір), опис тощо;
- результат інтелектуальної, аналітико-синтетичної чи евристичної діяльності окремої людини, чи групи людей, поданий у формі, що дає змогу його поширення, отримання, зберігання, обробки, відтворення для використання різними засобами, методами, способами, технологіями.

У юридичному сенсі твір є об'єктом авторського права. У цьому плані твір відрізняється від продукту, який здебільшого є результатом масового виробництва (масового відтворення).

## Мистецькі твори
Мистецькі, або художні, твори класифікуються за видом мистецтва: літературні, музичні, твори образотворчого мистецтва, архітектурні, твори ужиткового мистецтва, аудіовізуальні тощо.
До літературних творів належать як твори художньої літератури, так і критика, як, власне, художньої літератури, так і інших видів мистецтва. Окремо стоять твори бібліографічного, описового характеру, роздуми, описи подій, журналістика.

## Похідні твори
У правовому сенсі важливе значення має поняття похідного твору, який визначається як твір, що є творчою переробкою іншого існуючого твору без завдавання шкоди його правам (анотація, адаптація, аранжування, обробка фольклору, новелізація, екранізація, інша переробка твору) чи його творчим перекладом на іншу мову. До похідних творів не належать аудіовізуальні твори, одержані шляхом дублювання, озвучення, субтитрування українською чи іншими мовами інших аудіовізуальних творів.
Похідні твори створюють нову інтелектуальну власність. Питання про конктернте визначення похідного твору є предметом законодавства тієї чи іншої країни.

## Службові твори
Службовий твір — твір, створений автором у порядку виконання службових обов'язків відповідно до службового завдання чи трудового договору (контракту) між ним і роботодавцем. Авторські права на службові твори згідно з контрактом і чинним законодавством належать роботодавцю.

## Приклади конкретних різновидів творів
- літературний твір
  - твір-переказ
  - письмові роботи узагальнювального характеру
  - доповідь
  - реферат
  - твори-листи
  - щоденники
  - вірші, присвяти, художні етюди
  - прозові твори: повісті, романи, оповідання, новели, казки тощо

- Твори на нелітературні теми. Серед творів на нелітературні теми найпоширеніші твори про мистецтво і твори на основі особистих спостережень. До творів на нелітературні теми належать розповіді, описи, роздуми.

- твір архітектури — твір у галузі мистецтва спорудження будівель і ландшафтних утворень (креслення, ескізи, моделі, збудовані будівлі та споруди, парки, плани населених пунктів тощо);
- твір образотворчого мистецтва — скульптура, картина, малюнок, гравюра, літографія, твір художнього (у тому числі сценічного) дизайну тощо;
- твір ужиткового мистецтва — твір мистецтва, в тому числі твір художнього промислу, створений ручним або промисловим способом для користування у побуті або перенесений на предмети такого користування;
- аудіовізуальний твір — твір, що фіксується на певному матеріальному носії (кіноплівці, магнітній плівці чи магнітному диску, компакт-диску тощо) у вигляді серії послідовних кадрів (зображень) чи аналогових або дискретних сигналів, які відображають (закодовують) рухомі зображення (як із звуковим супроводом, так і без нього), і сприйняття якого є можливим суто за допомогою того чи іншого виду екрана (кіноекрана, телевізійного екрана тощо), на якому рухомі зображення візуально відображаються за допомогою певних технічних засобів. Видами аудіовізуального твору є кінофільми, телефільми, відеофільми, діафільми, слайдофільми тощо, які можуть бути ігровими, анімаційними (мультиплікаційними), неігровими чи іншими.
- музичний твір — це твір, художні образи котрого виражені за допомогою звуків. Автор музичного твору називається композитором. Музичний твір може існувати у вигляді нотного запису, виконання, звукозапису (цифрового чи аналогового) та відеозапису. Коли композитор робить нотний запис музичного твору, кажуть, що він «написав музику».
- просторовий твір
- театральний твір